# جين ماررازو
جين إم ماررازو عالمة ميكروبيولوجي أمريكية، وهي مديرة قسم الأمراض المعدية بكلية الطب بجامعة ألاباما، وتركز على الوقاية من عدوى فيروس نقص المناعة البشرية باستخدام التدخلات الطبية الحيوية. مارازو أيضًا زميلة الكلية الأمريكية للأطباء والجمعية الأمريكية للأمراض المعدية.
1. ↑   https://web.archive.org/web/20240115112035/https://www.niaid.nih.gov/about/jeanne-marrazzo-md-mph. اطلع عليه بتاريخ 2024-01-15. {{استشهاد ويب}}: |url= بحاجة لعنوان (مساعدة) والوسيط |title= غير موجود أو فارغ (من ويكي بيانات) (مساعدة)